# Hasslerörs tingslag
Hasslerörs tingslag var ett tingslag i Skaraborgs län. Tingsplats var Hasslerör.
Tingslaget bildades 1680 och uppgick 1 januari 1924 i Vadsbo norra tingslag. 
Tingslaget ingick i Vadsbo norra domsaga från 1864, Vadsbo domsaga dessförinnan.